# Haus York

Weiße Rose von York, Symbol des Hauses York und später von Yorkshire

Das Haus York war ein englisches Königshaus, das in der zweiten Hälfte des 15. Jahrhunderts mit dem Haus Lancaster um die englische Krone stritt. Sowohl die Yorks als auch die Lancasters waren Nebenlinien des englischen Königshauses Plantagenet (siehe auch Stammbaum der Häuser Lancaster und York). Die Differenzen führten gegen Ende zum Rosenkrieg. Dieser Krieg wird so bezeichnet, weil beide Häuser Rosen im Wappen hatten, die Yorks eine weiße und die Lancasters eine rote. Stammsitz des Hauses war Fotheringhay Castle.
Die Gründung des Hauses York wird auf das Jahr 1385 datiert, als für Edmund of Langley, den fünften Sohn von König Eduard III., der Titel eines Duke of York geschaffen wurde. Richard Plantagenet war ein Enkel des ersten Duke of York und erhob Anspruch auf den englischen Thron, den zur damaligen Zeit Heinrich VI. innehatte.
Heinrich VI. war ein Abkömmling von John of Gaunt, 1. Duke of Lancaster, dem vierten Sohn von Eduard III. und das Oberhaupt des Hauses Lancaster. Richard Plantagenet begründete seine Thronansprüche damit, dass er durch seinen Großvater mütterlicherseits, Roger Mortimer, ein älteres und größeres Recht auf den englischen Thron besitze, weil dessen Sohn Edmund Mortimer von Richard II. als mutmaßlicher Erbe anerkannt worden war. Als Edmund Mortimer kinderlos starb, sei nun der Anspruch auf den Sohn seiner Schwester Anne Mortimer, also Richard Plantagenet, übergegangen.
Die gütliche Einigung der beiden Häuser wurde vom Parlament gebilligt, denn dieses sah den Anspruch des Duke of York als gerechtfertigt an, wollte den jetzigen König aber nicht stürzen. Also wurde beschlossen, dass beim Tod Heinrichs das Haus York den englischen Thron erben solle, womit König Heinrich VI. einverstanden war.
Doch nicht alle aus der Familie Lancaster waren damit einverstanden, allen voran Margarete von Anjou, die Gemahlin des Königs, die den Thron für ihren ältesten Sohn Edward of Westminster, den Prince of Wales, gesichert sehen wollte. Sie stellte 1455 ein Heer auf, um Edwards Anspruch auch mit Waffengewalt durchzusetzen, der Rosenkrieg begann. 1460 wurde Richard Plantagenet, 3. Duke of York, in der Schlacht von Wakefield getötet. Sein ältester Sohn wurde 1461 als Eduard IV. zum König von England ausgerufen. Damit war Eduard IV. der erste englische König aus dem Hause York.

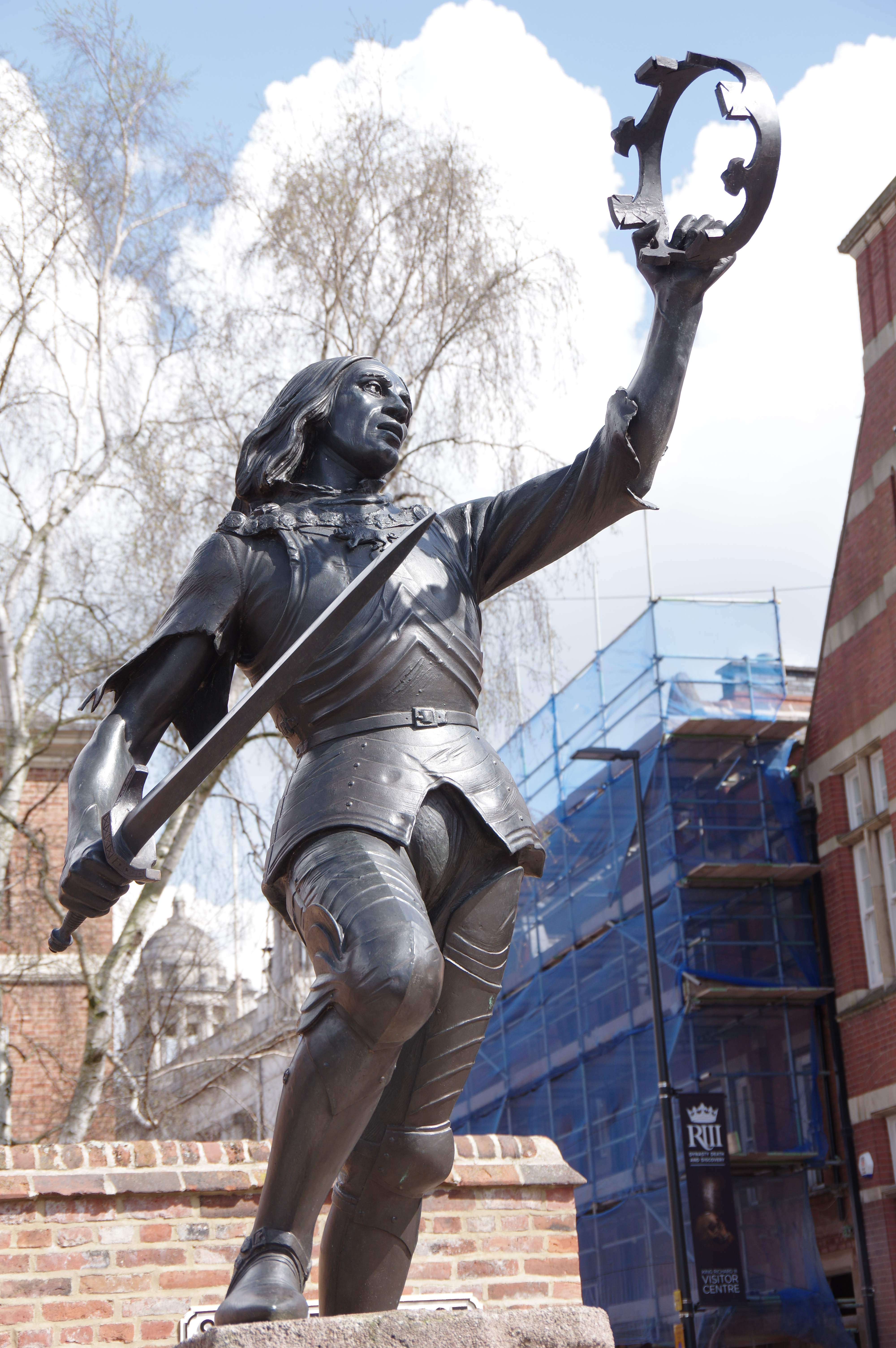
Richard III., gefallen am 22. August 1485 in der Schlacht von Bosworth Field, Statue von James Butler vor der Kathedrale von Leicester, angelehnt an den berühmten Ausruf “A horse, a horse, my kingdom for a horse!” aus Shakespeares Drama Die Tragödie von König Richard III.

Eduard IV. starb 1483 und sein Sohn, der zwölfjährige Edward, bestieg als Eduard V. den Thron. Doch Richard Plantagenet, Duke of Gloucester, ein Onkel väterlicherseits, ließ Edward und dessen Bruder in den Tower von London sperren (siehe Prinzen im Tower) und wurde als Richard III. am 26. Juni 1483 zum König gekrönt, Eduard V. und sein Bruder verschwanden für immer. Richard III. fiel aber am 22. August 1485 in der Schlacht von Bosworth Field, der letzten Schlacht des Rosenkrieges. Mit seinem Tod fand die York-Dynastie auf dem englischen Thron ihr Ende. Der Sieger von Bosworth war Henry Tudor, Earl of Richmond, der mütterlicherseits vom Hause Lancaster abstammte. Als Heinrich VII. bestieg er 1485 den englischen Thron und heiratete zusätzlich zur Festigung seiner Macht die Tochter von Eduard IV. und Erbin des Hauses York, Elizabeth. Er begründete dadurch das Haus Tudor auf dem englischen Königsthron.
Doch obwohl die beiden Häuser damit vereint waren, gingen die Streitigkeiten weiter. Neben den Nachkommen Elisabeths erhob auch John de la Pole, Earl of Lincoln, Anspruch auf den Thron. Auch Hochstapler wie Perkin Warbeck versuchten ihr Glück, König von England in dieser sehr verwirrenden Zeit zu werden. Der letzte ernsthafte Thronanwärter aus dem Hause York war der Sohn der Duchess of Suffolk, Elizabeths von York, Richard de la Pole.
Könige des Hauses York waren:
- Edward IV., Regierungszeiten 1461–1470 und 1471–1483
- Edward V., regierte allein 1483 (er war einer der beiden Prinzen im Tower).
- Richard III., Regierungszeit 1483–1485